# Micranthes oregana
Micranthes oregana là một loài thực vật có hoa trong họ Saxifragaceae. Loài này được (Howell) Small miêu tả khoa học đầu tiên năm 1905.